# Geometry A
Geometry A — среднеразмерный электромобиль-седан, выпускаемый китайской компанией Geely Automobile с 2019 года.

## Описание
За основу этого автомобиля был взят автомобиль с двигателем внутреннего сгорания Geely Emgrand GL. Коэффициент аэродинамического сопротивления автомобиля составляет 0,237.
На выбор предлагается две батареи: напряжением 51,9 или 61,9 кВт⋅ч. Разгон до 100 км/ч происходит за 8,8 секунд.
С февраля 2021 года производится также электромобиль Geometry A Pro — фейслифтинг исходной модели.

## Галерея

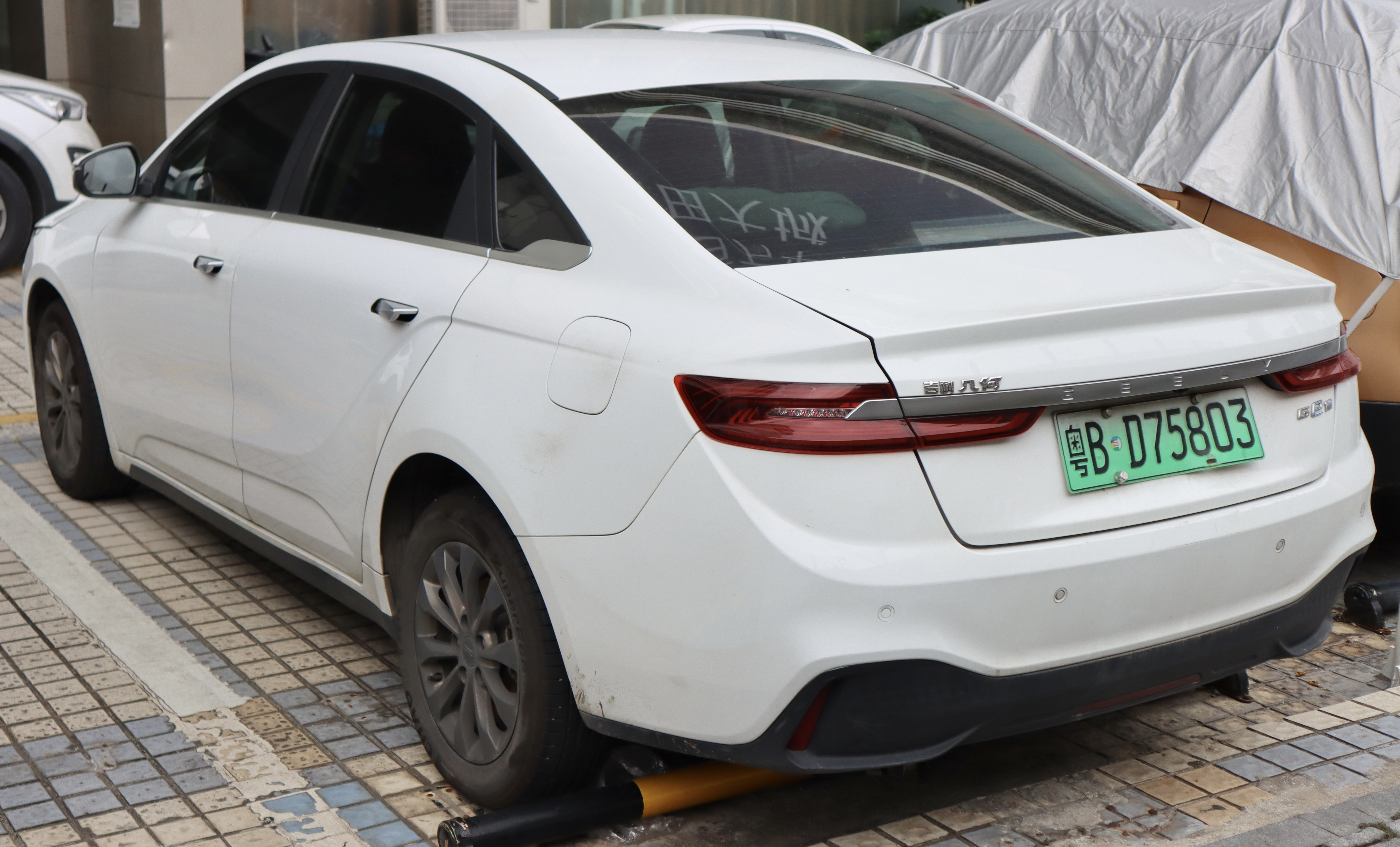
Вид сзади
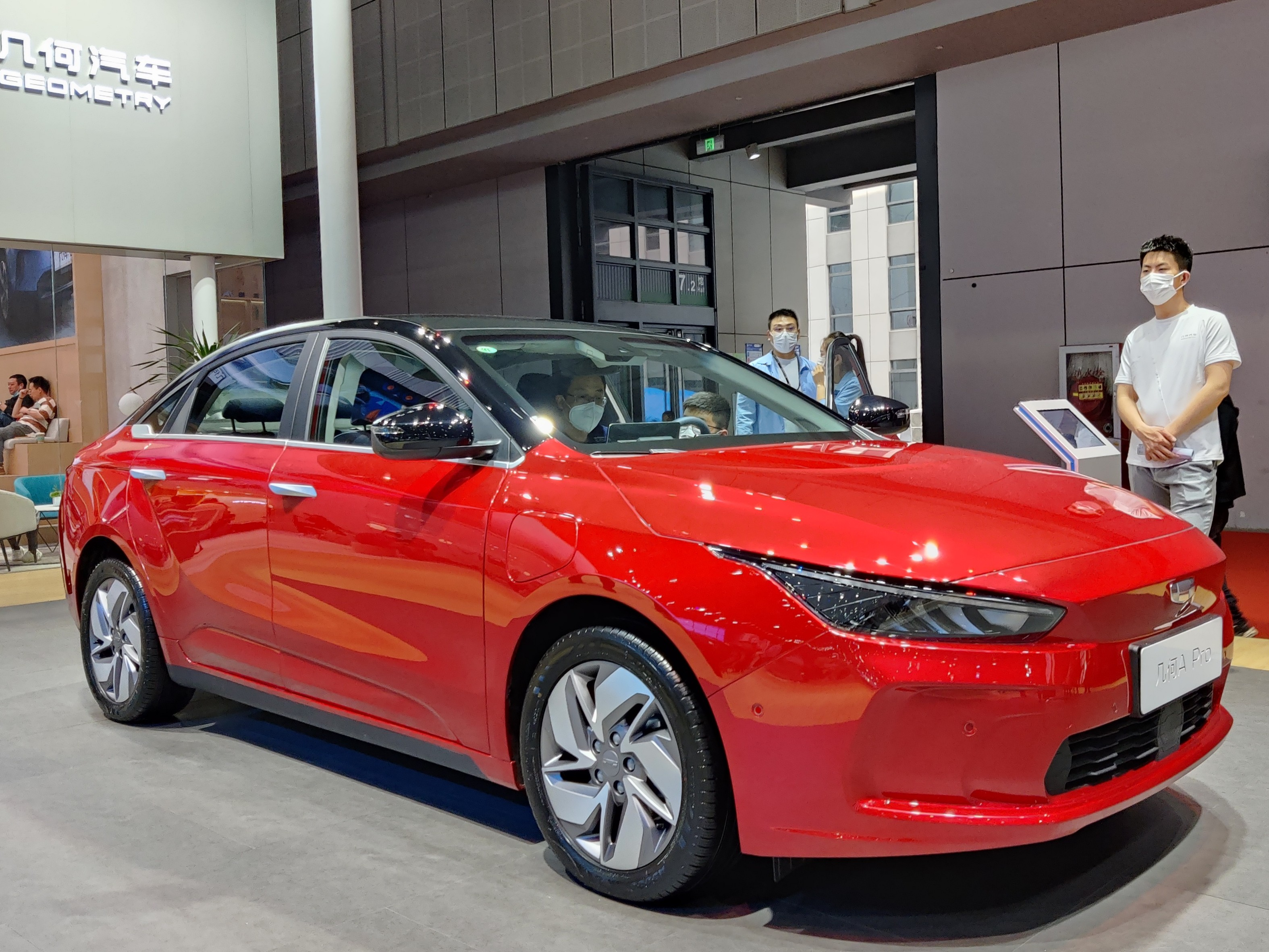
Geometry A Pro (с 2021 года)
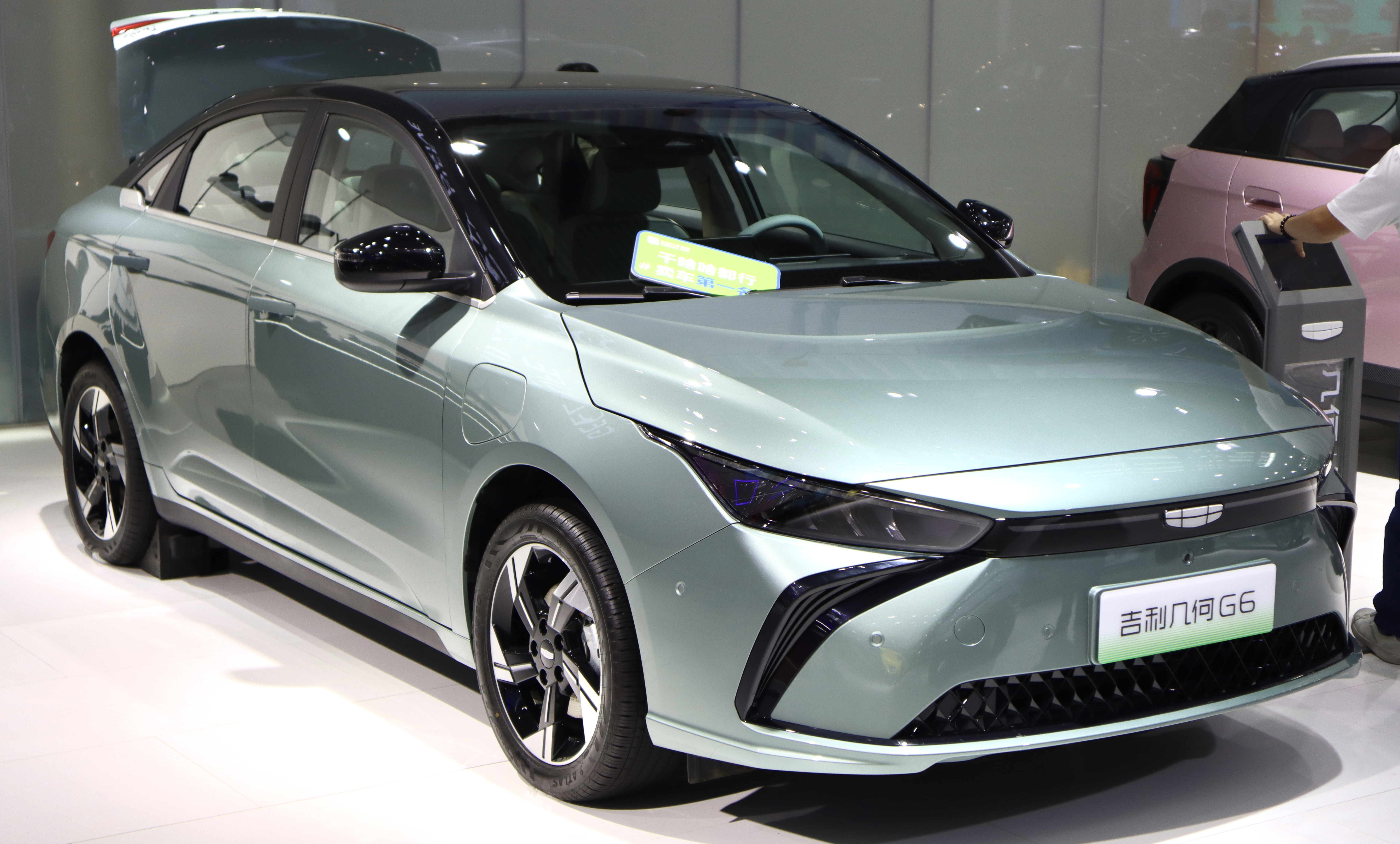
Geometry G6 (с 2022 года)